# Eduard von Broich
Eduard Christian Arnold Maria Freiherr von Broich (* 9. Februar 1834 auf Schloss Schönau in Richterich, heute ein Stadtteil von Aachen; † 11. Dezember 1907 in Honnef) war ein preußischer Verwaltungsbeamter und Landrat.

## Leben

### Herkunft und Ausbildung
Er gehörte dem im Raum Aachen ansässigen Uradelsgeschlecht von Broich an. Sein Vater, Arnold Carl Maria Freiherr von Broich (1797–1873), war 1834 in den preußischen Freiherrenstand erhobenen worden und mit Sophie de Wyels (* 1805) verheiratet.
Nach seiner Schulzeit studierte Eduard von Broich Rechtswissenschaften an der Rheinischen Friedrich-Wilhelms-Universität Bonn. 1856 wurde er Mitglied des Corps Hansea Bonn. Nach dem Studium trat er in den preußischen Staatsdienst ein.

### Karriere
Er begann seine Laufbahn bei der preußischen Regierung in Aachen. 1865 wurde er Regierungsassessor und bewarb sich erfolgreich auf die Stelle des Landrates des Kreises Malmedy, ein Amt, das er zum 6. März 1865 antrat. 1876 übernahm er zunächst kommissarisch und ab dem 3. Dezember 1877 endgültig das Amt des Landrates im Landkreis Hersfeld. 1883 bewarb er sich auf die durch den Tod des Amtsinhabers freigewordene Stelle des Landrats des Kreises Hanau und trat sie zum 22. Januar 1884 an. Aber schon im folgenden Jahr wechselte er in das Preußische Staatsministerium nach Berlin, wo er bis zu seiner Pensionierung im Jahr 1899 als Vortragender Rat tätig war. Die Pensionierung soll nach misslungenen Finanzspekulationen und angeblicher Vermittlung von Auszeichnungen erfolgt sein.

### Familie
Eduard Freiherr von Broich heiratete am 1. August 1865 in Bonn Anna Leydel (* 4. Mai 1841 in Bonn; † 16. Januar 1906 in Borgsdorf), mit der er zwei Söhne hatte:
- Theodor (* 6. September 1867 in Malmedy; † 6. Juli 1932 in Bonn)

⚭ 1898 Katharina Wessolowska (* 1877), gesch. 1917
⚭ 1917 Clara Liebe (* 1889)
- Hans (* 8. Juli 1878 in Hersfeld; † 21. Februar 1915 in Berlin) ⚭ 1903 Margarethe Matern (* 1876), gesch. 1906

## Auszeichnungen
- Ernennung zum Geheimen Regierungsrat und später Geheimen Oberregierungsrat.[6]
- Seit 1885 Träger des russischen Sankt-Stanislaus-Ordens II. Klasse.[7]